# Анталаотра

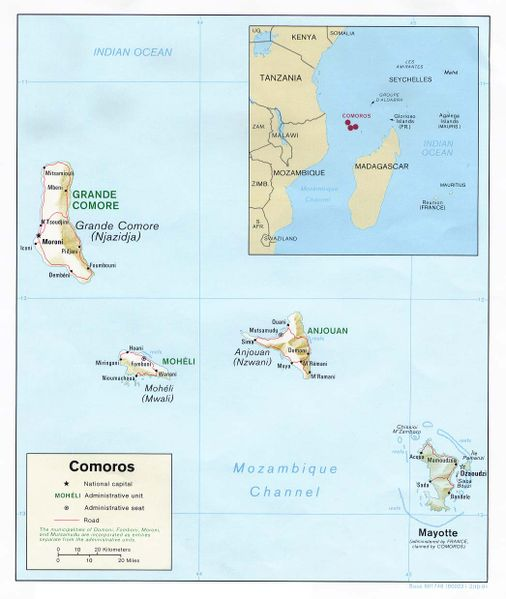

Анталаотра (малаг. Antalaotra — «народ, живущий за морем»), коморцы — основное население Коморских островов. Общая числ. 1,25 млн чел. (в 2006 году), в том числе около 700 тыс. чел. в Союзе Коморских Островов, около 100 тыс. чел. на Майотте, 86,3 тыс. чел. на Мадагаскаре, 17 тыс. чел. на Реюньоне, несколько тыс. чел. в Мозамбике (города Мапуту и Мозамбик).

## Происхождение
Анталаотра сложились в результате многовекового смешения коренных жителей Нгазиджи, Ндзуани, Мвали, Майотты и Паманзи с малагасийцами, йеменцами и оманцами. Свой вклад в становление нынешнего этнического облика народа внесли бантуязычные африканцы-макуа, персы, индопакистанцы и французы. Судя по археологическим данным, поселения на Ндзуани существовали ещё в V веке н. э. В VIII веке на островах поселились арабы, в XIII веке — макуа, в XV веке — персы, в XVI веке — малагасийцы-сакалава.

## Язык
Говорят на коморском языке (шикомор, анталаотра, анталаутра, коморский суахили, коморо), входящем в группу языков банту. Согласно генетической классификации Дж. Гринберга, языки банту относятся к бенуэ-конголезской группе нигеро-конголезской семьи. Диалекты коморского языка иногда считаются диалектами языка суахили. Распространены арабский и французский языки.
Анталаотра подразделяются на пять островных субэтносов: вакомори (коморцы Нгазиджи; о. Нгазиджа, Мадагаскар, Франция; диалект шингазиджа, или гранд-коморский) — более 420 тыс. чел., анжуанцы (коморцы Нзвани; о. Нзвани, Франция, Реюньон; диалект шинзвани, или шиндзуани, или анжуанский) — более 270 тыс. чел., махорэ (макорэ, маоре, маури; о. Майотта; диалект шимаоре, или майоттский, или шимаори) — 96 тыс. чел., коморцы Мвали (о. Мвали; диалект шимвали, или мохельский) — 27,6 тыс. чел., антанкара (о. Паманзи в составе региона Майотты) — 10 тыс. чел. (Иванова 2003: 32).

## Религия
Большинство представителей народа — мусульмане: сунниты (шафииты, члены суфийских братств) и исмаилиты. На Майотте значительное число католиков. 4,9 % анталаотра Мадагаскара принадлежат к религии бахаи.

## Население

### Экономическое положение населения
Для Гранд-Комора, Анжуана и Мохели характерны быстрый рост населения, его низкий образовательный уровень (грамотны менее 40 % взрослого населения), высокая безработица (20 % трудоспособных коморцев), отсутствие полезных ископаемых, ведущая роль сельского хозяйства (в основном натурального) в экономике, техническая отсталость и зависимость от внешней экономической помощи. На Майотте экономическое положение гораздо лучше, уровень жизни выше, а грамотность составляет 58,4 %. (Lovell 1998: 132).

### Занятия
Основные занятия анталаотра: земледелие (маниок, ваниль, гвоздичное дерево, иланг-иланг, розовая пальма, корица, рис, кукуруза, кокосовая пальма, кофейное дерево, лимонная мята, герань, базилик, жасмин, цитрусовые, бананы, батат, ямс, сахарный тростник, яблоки), животноводство (крупный рогатый скот, козы, овцы) и птицеводство, рыболовство, работа в промышленности, добыча пуццолана, обслуживание туристов.
Распространены ремёсла (изготовление плетёных корзин из пальмы рафии, изготовление мебели, сундуков и дверей из дерева с инкрустацией медью и перламутром, обработка кож). (Иванова 2003: 33).

### Национальная одежда
Уникальна национальная одежда «канга» с ярким орнаментом ; молодёжь носит одежду европейского типа.